# Fourcatier-et-Maison-Neuve
Fourcatier-et-Maison-Neuve é uma comuna francesa na região administrativa de Borgonha-Franco-Condado, no departamento de Doubs. Estende-se por uma área de 2,75 km². Em 2010 a comuna tinha 114 habitantes (densidade: 41,5 hab./km²).